# Schwifting

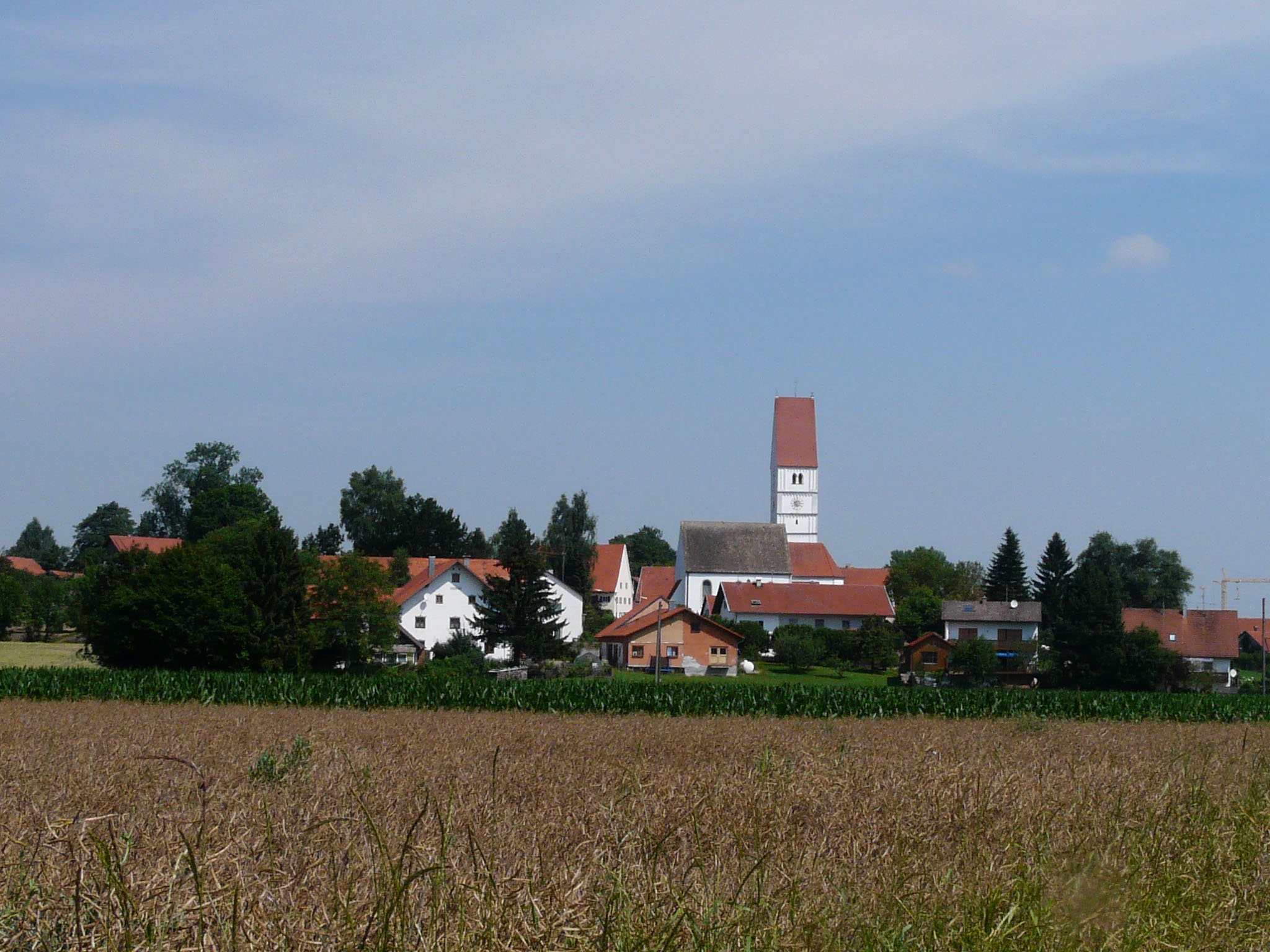
Schwifting von Süden

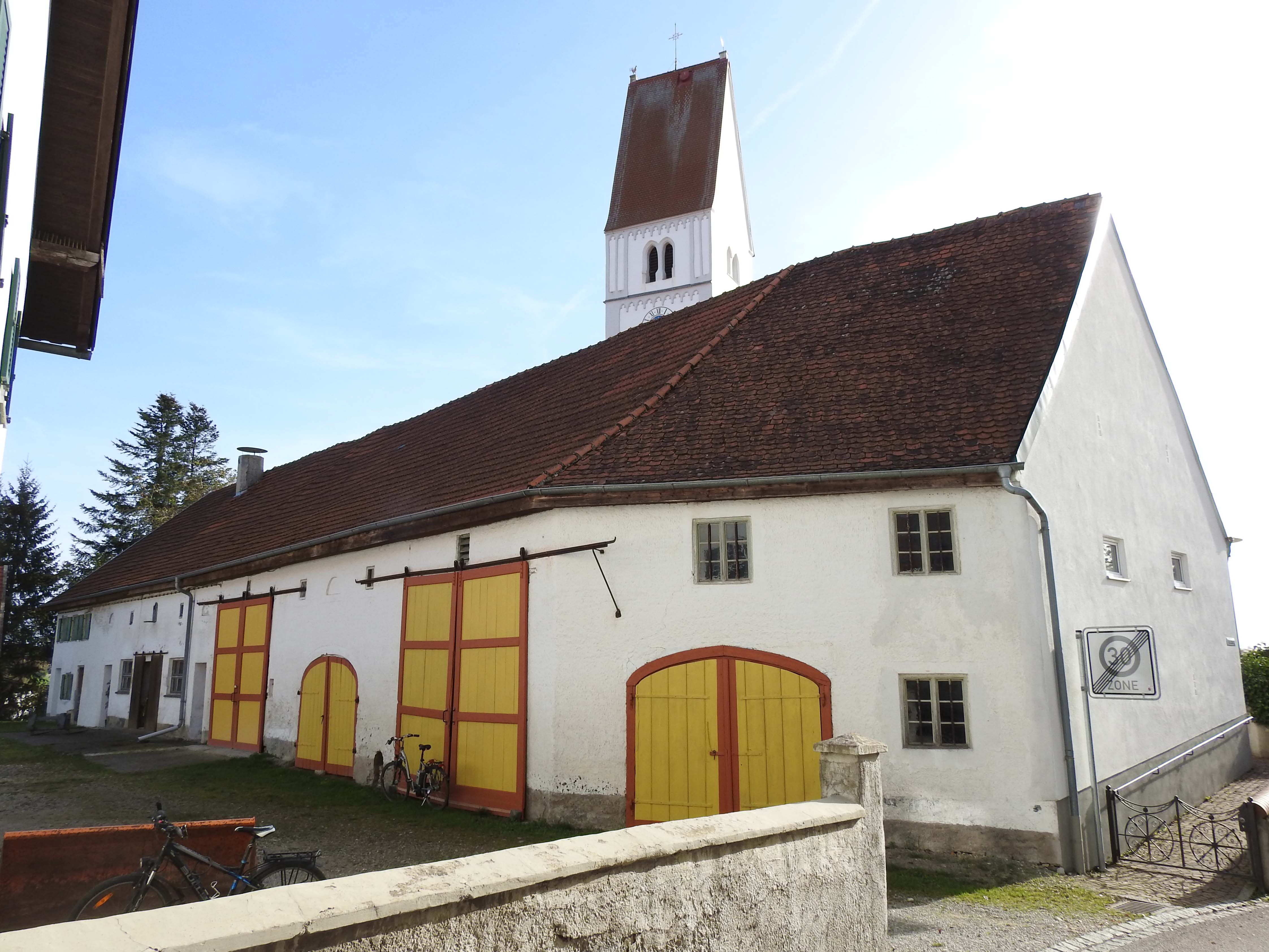
Am Kirchberg in Schwifting

Schwifting ist eine Gemeinde im oberbayerischen Landkreis Landsberg am Lech. Die Gemeinde ist Mitglied der Verwaltungsgemeinschaft Pürgen.

## Geografie
Die Gemeinde liegt vier Kilometer östlich von Landsberg in den zwischen Lech und Ammer befindlichen rißeiszeitlichen Moränen und würmeiszeitlichen Geröllanschüttungen. Außer dem Hauptort gibt es keine weiteren Gemeindeteile.

## Geschichte

### Bis zur Gemeindegründung
In den Urkunden des Klosters Benediktbeuern wird Schwifting erstmals 987 genannt. Schwifting gehörte bis zur Säkularisation zum Kloster Rottenbuch. Im Zuge der Verwaltungsreformen in Bayern entstand mit dem Gemeindeedikt von 1818 die heutige Gemeinde.

### Einwohnerentwicklung
| Jahr      | 1970 | 1987 | 1991 | 1995 | 2000 | 2005 | 2010 | 2015 | 2018 | 2019 |
| --------- | ---- | ---- | ---- | ---- | ---- | ---- | ---- | ---- | ---- | ---- |
| Einwohner | 578  | 616  | 659  | 747  | 778  | 843  | 889  | 969  | 1035 | 1030 |

- Zwischen 1988 und 2019 wuchs die Gemeinde von 609 auf 1030 um 421 Einwohner an bzw. um 69,1 %.

## Politik

### Gemeinderat
Der Gemeinderat hat seit 2020 zwölf Mitglieder, da die Grenze von 1000 Einwohnern überschritten wurde. Vorher waren es acht Mitglieder. Seit der vorletzten Wahl 2014 setzt der Gemeinderat sich ausschließlich aus Kandidaten der Bürgergemeinschaft zusammen.

### Bürgermeister
Erste Bürgermeisterin ist Heike Schappele. Sie siegte in der Wahl im Jahr 2020 gegen Alexander Dürr. Der amtierende Bürgermeister Georg Kaindl war nicht erneut angetreten.
Frühere Bürgermeister:
- Georg Kaindl 2014–2020
- Richard Schaller 2002–2014
- Benedikt Brandmeir 1984–2002
- Michael Kaindl sen. 1956–1984

### Wappen
| | Blasonierung: „Gespalten von Gold und Rot; vorne eine siebenblätterige silberne Buchenstaude, hinten ein aus einem grünen Dreiberg wachsender schwarzer Steinbock.“ |
| Wappenbegründung: Die Buchenstaude weist auf die frühere Zugehörigkeit zum Kloster Rottenbuch hin. Der Dreiberg symbolisiert die regionale Lage im Voralpenland. | |

## Kultur und Sehenswürdigkeiten

### Baudenkmäler
- Pfarrhaus, erbaut 1882
- Mariensäule
- St. Pankratius (Schwifting)
- St. Margaretha (Schwifting)

### Naturdenkmäler
Ein Naturdenkmal in Schwifting ist die Marienlinde, eine etwa 400 Jahre alte Linde mit einem Stammumfang von 8,80 Metern und einer rund 25 Meter hohen Krone. Der Baum wurde bei einem Sturm am 29. Juli 2005 teilweise entwurzelt, stürzte um und liegt seitdem fast waagrecht, treibt aber dennoch jedes Jahr neu aus. Die Naturschutzbehörde entzog der Linde nach dem Sturz den Status des Naturdenkmals. 2005 sollte die auf Gemeindegrund stehende Linde entfernt werden, inzwischen soll der Baum, nicht zuletzt nach dem Willen der Schwiftinger Bürger, erhalten werden.

## Wirtschaft und Infrastruktur
In der Gemeinde gibt es 32 sozialversicherungspflichtige Arbeitsplätze. 344 Einwohner stehen in einem versicherungspflichtigen Arbeitsverhältnis, so dass die Zahl der Auspendler um 312 höher ist als die der Einpendler (Stand 30. Juni 2014).

### Verkehr
Durch Schwifting führt die Staatsstraße 2346 (Landsberg am Lech–Schondorf am Ammersee). Die Anschlussstelle Landsberg a.Lech-Ost der A 96 ist etwa drei Kilometer vom Ortskern entfernt.

### Bildung
Es besteht eine Kindertageseinrichtung mit 50 genehmigten Plätzen und 41 betreuten Kindern (Stand 2015).

## Persönlichkeiten

### Söhne und Töchter der Gemeinde
- Rolf Pinegger (* 25. März 1873 in Schwifting; † 18. Oktober 1957 in München), Schauspieler

### Personen, die mit der Gemeinde in Verbindung stehen
- Rodja Weigand (* 23. Oktober 1945 in München), Autor und Herausgeber, lebt und arbeitet in Schwifting